# Майдан (Емильчинский район)
Майдан (укр. Майдан) — село на Украине, находится в Емильчинском районе Житомирской области.
Код КОАТУУ — 1821788402. Население по переписи 2001 года составляет 29 человек. Почтовый индекс — 11261. Телефонный код — 4149. Занимает площадь 0,03 км².

## Адрес местного совета
11261, Житомирская область, Емильчинский р-н, с. Усолусы, ул. Центральная, 5